# The Overland

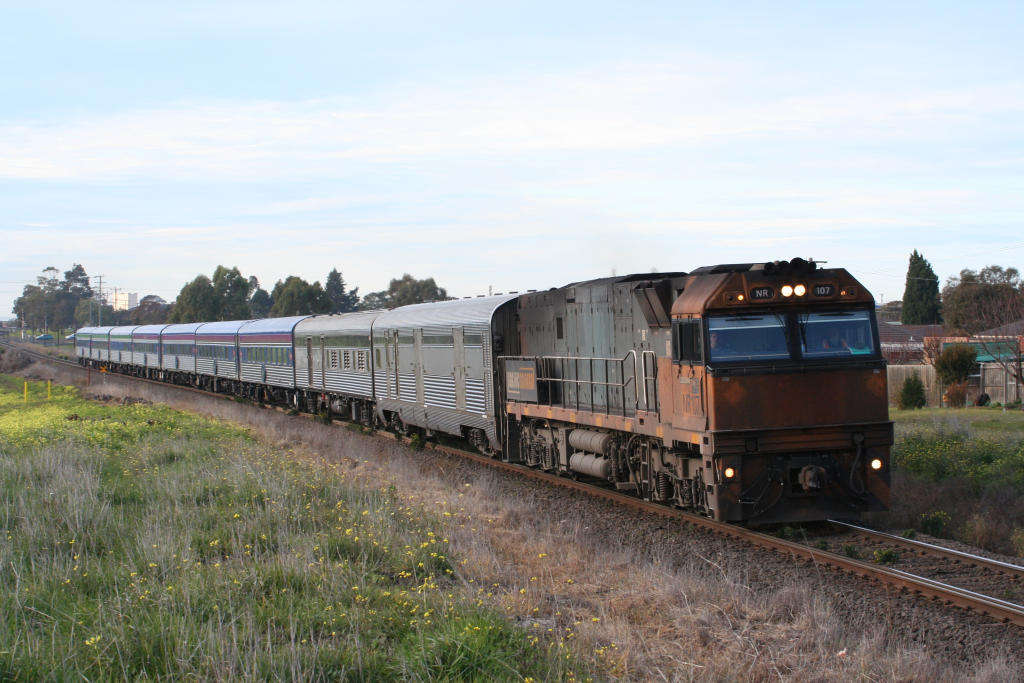
The Overland w pobliżu Geelong.

The Overland – australijski pociąg pasażerski kursujący pomiędzy Melbourne i Adelaide.
Pierwszy skład ruszył w drogę w 1887 pod nazwą "Adelaide Express", nazwa została zmieniona na obecną w 1926. Obecnie linia jest obsługiwana przez firmę Great Southern Railway i odbywa trzy podróże tygodniowo na trasie o długości 828 km, po drodze przejeżdża przez takie miejscowości jak Murray Bridge, Bordertown, Nhill, Dimboola, Horsham, Ararat i Geelong.